# Pankl Máté
Pankl Máté, névváltozat: Pankel (Oszlop, 1740. augusztus 13. – Pozsony, 1798. március 22.) bölcseleti doktor, akadémiai tanár, fizikus, jezsuita szerzetes, mezőgazdasági szakíró, mezőgazdász.

## Életrajz
A bölcseletet Bécsben elvégezvén, 1758. október 14-én Trencsénben a Jézus-társaságába lépett. Tanulmányainak befejezése után tanulmányi felügyelő, 1777-től bölcselettanár lett a nagyszombati konviktusban. 1784-től a természettan és gazdaságtan tanára volt halála napjáig. 1794-ig hitszónoka is volt az akadémiai ifjúságnak. A göttingeni és prágai tudósok társaságának is tagja volt. Meghalt 1798. március 22-én Pozsonyban, mint a rend eltöröltetésétől (1773) az esztergomi főegyházmegye papja. Nevét Pankelnek is írták. Az első mezőgazdasági tankönyvírók egyike volt.

## Munkái
- Lobrede auf das einhunderte Jahr des feierlichen Stiftungstages der Ordenshauses der wohlehrwürd. Frauen aus der Gesellschaft der heiligen Ursula; dessen lebhaftes Andenken sie am 7. Tage des Heumonats im Jahre 1776 zu Pressburg ... begangen haben. Pressburg.
- Német szent beszéd a pozsonyi sz. Orsolyazárdai két szűz fogadalomtétele alkalmával. Uo. 1780.
- Lobrede auf die feyerliche Handlung als die hochgebohrne Fräule Maria Theresia Podhratzky von Pohdragy im Jahre 1782 das geistl. Ordenskleid der Gesellschaft der heil. Ursula zu Tyrnau anlegte. Tyrnau.
- Compendium Institutionum Physicarum, quod in usum suorum auditorum conscripsit. Partes tres: I. de Corpore abstracto; II. chemice; III. physice considerato. Posonii, 1790. Három kötet. Hat rajztáblával. (2. kiadás 1793., 3. bőv. k. 1797-98. Uo.).
- Compendium Oeconomiae Ruralis in usum suorum auditorum. Budae, 1790. (2. kiadás magyar, német és szláv szómutatóval. Pozsony, 1793., 3. kiad. Buda, 1797., 4. k. Uo. 1810.).